# ميخائيل ليتل
ميخائيل ليتل (بالإنجليزية: Michael Little)‏ هو لاعب اتحاد الرغبي نيوزلندي، ولد في 14 مارس 1993 في روما في إيطاليا.

## وصلات خارجية
- ميخائيل ليتل على موقع ItsRugby.co.uk (الإنجليزية)